# Црногорски фестивал пива
Црногорски фестивал пива (енгл. Montenegro Beer Fest) пивско-музички је фестивал који се сваке године крајем јула одржава на Цетињу, на простору Туристичког паркинга. Прво издање фестивала приређено је 2019. године.

## О фестивалу
Црногорски фестивал пива покренули су заједнички Престоница Цетиње и Београдска културна мрежа, у сарадњи са Националном туристичком организацијом Црне Горе. Београдска културна мрежа је још 2003. у главном граду Србије основала Београдски фестивал пива, који је за првих 16 година постојања окупио 8,5 милиона посетилаца и успео да стекне статус највеће пивско-музичке манифестације у југоисточном делу Европе. Прва велика презентација Црногорског фестивала пива одржана је у фебруару 2019. у Београду, на 41. Међународном сајму туризма. Том приликом су представници Престонице Цетиње и Београдске културне мреже потписали и уговор о организацији фестивала.
Првобитно је улаз на фестивал био бесплатан, а од 2024. године се наплаћује.

## Досадашња издања фестивала
| Година        | Датуми                                              | Извођачи | Изв.                        |
| ------------- | --------------------------------------------------- | --- | --------------------------- |
| 2019. (1)     | 26. јул                                             | · Драгољуб Ђуричић · Перпер · · Бркови · | [ 4 ] [ 7 ]                 |
| 2019. (1)     | 27. јул                                             | · Кики Лесендрић и Пилоти · Зостер · | [ 4 ] [ 7 ]                 |
| 2019. (1)     | 28. јул                                             | Програм је отказан због кише. Било је планирано да те вечери наступе Парампашчад, Шобић трибјут бенд, Неверне бебе, Бајага и инструктори, Електрични оргазам и Лет 3. | [ 4 ] [ 7 ]                 |
|               |                                                     | |                             |
| 2020. и 2021. | Фестивал се није одржавао због пандемије ковида 19. | Фестивал се није одржавао због пандемије ковида 19. | [ 8 ]                       |
|               |                                                     | |                             |
| 2022. (2)     | 29. јул                                             | · Тап 011 · | [ 9 ]                       |
| 2022. (2)     | 30. јул                                             | Ансамбл Тоћ · · Валентино | [ 9 ]                       |
| 2022. (2)     | 31. јул                                             | Призма бенд · Тони Цетински · Хладно пиво | [ 9 ]                       |
|               |                                                     | |                             |
| 2023. (3)     | 28. јул                                             | Рандом · Галија · Сара Јо | [ 5 ] [ 10 ] [ 11 ] [ 12 ]  |
| 2023. (3)     | 29. јул                                             | · Нено Белан · Кики Лесендрић и Пилоти · · Хелем нејсе | [ 5 ] [ 10 ] [ 11 ] [ 12 ]  |
| 2023. (3)     | 30. јул                                             | Исак Шабановић · Бајага и инструктори · Бресквица | [ 5 ] [ 10 ] [ 11 ] [ 12 ]  |
|               |                                                     | |                             |
| 2024. (4)     | 26. јул                                             | Кербер · Буч Кесиди · Дубиоза колектив · Војаж | [ 6 ] [ 13 ] [ 14 ]         |
| 2024. (4)     | 27. јул                                             | Исак Шабановић · Здравко Чолић · | [ 6 ] [ 13 ] [ 14 ]         |
|               |                                                     | |                             |
| 2025. (5)     | 25. јул                                             | (гост: Рандом) · Бајага и инструктори · Марко Луис | [ 15 ] [ 16 ] [ 17 ] [ 18 ] |
| 2025. (5)     | 26. јул                                             | Перпер · Неоноен · Џала Брат и Буба Корели | [ 15 ] [ 16 ] [ 17 ] [ 18 ] |
| 2025. (5)     | 27. јул                                             | Матија Цвек · Марија Шерифовић | [ 15 ] [ 16 ] [ 17 ] [ 18 ] |